# Belleville-en-Caux
Belleville-en-Caux é uma comuna francesa na região administrativa da Normandia, no departamento Seine-Maritime. Estende-se por uma área de 4,4 km². Em 2010 a comuna tinha 740 habitantes (densidade: 168,2 hab./km²).